# District de Limoux
Le district de Limoux était une division territoriale française du département de l'Aude de 1790 à 1795. La même année après sa création, il perdit près de la moitié de ses cantons.

## Composition
Il était composé de 14 cantons : Alaigne, Alet, Arques, Cailhau, Camon, Castelreng, Couiza, Chalabre, Limoux, Loupia, Malviès, Peyrefitte, Saint-Hilaire et Villardebelle.

## Liens
- Chronologie après 1700